# Tastermücken

Dixidae Flügeladerung

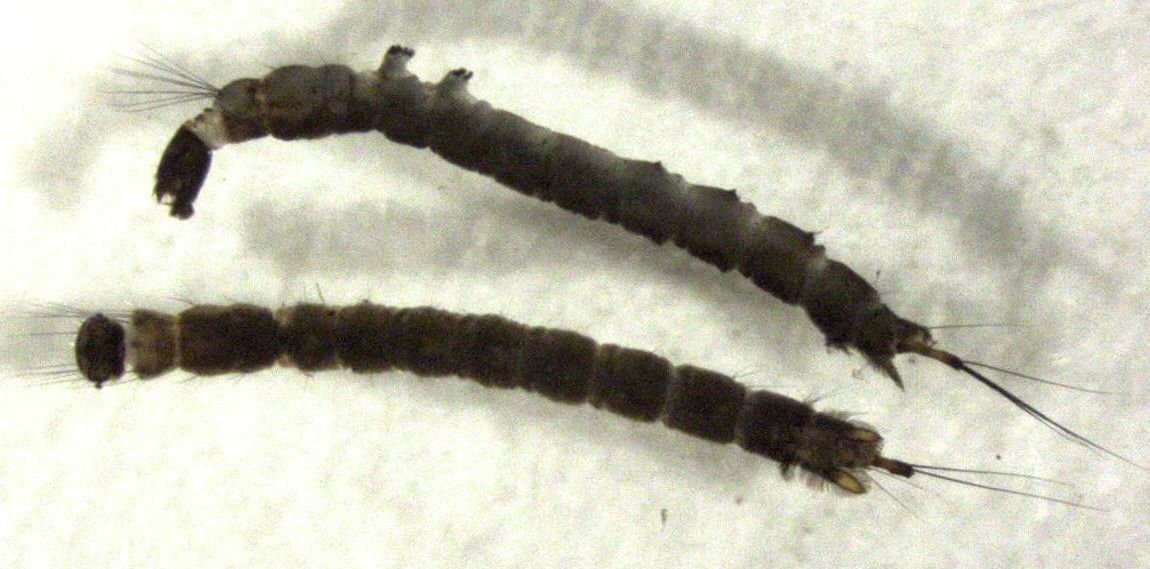
Larven von Dixella sp.

Die Tastermücken (auch als Doppeladermücken oder Phantommücken bezeichnet) (Dixidae) sind eine Familie in der Ordnung der Zweiflügler (Diptera) und gehören zu den Mücken (Unterordnung: Nematocera). Weltweit leben etwa 175 Arten dieser Tiergruppe, davon sind nur 16 Arten der Gattung Dixa mit Körpergrößen von drei bis vier Millimeter aus Deutschland bekannt. 

## Merkmale
Die Imagines sind zart und langbeinig und ähneln kleinen Schnaken (Tipulidae). Der Rüssel ist sehr kurz. Tastermücken leben an feuchten Stellen in der Nähe von Gewässern und sind Blütenbesucher, sie stechen nicht. Gelegentlich führen die Mücken Tanzflüge aus.

## Entwicklung
Die Eiablage erfolgt als Gelege in Form eines Schiffchens, mit Gallerte an Steine geklebt. 
Die Larven sind wasserlebend/aquatisch und besitzen kein Atemrohr/Sipho (anders als die Stechmücken der Unterfamilie Culicinae, zum Beispiel Culex oder Aedes mit Atemrohr, das es ihnen ermöglicht auch in Brackwasser genügend Sauerstoff von der Oberfläche zu erhalten). Das deutet darauf hin, dass die Larven an klares, sauberes Wasser angepasst sind.
In Ruhe nehmen sie eine typische U-förmige Haltung ein. Man findet die Larven besonders am Wassersaum und im Flachwasser. Dabei liegt der Kopf im Wasser, das unbenetzbare hintere Stigmenfeld mit den Tracheenöffnungen am Oberflächenhäutchen und der meist von einem Wasserfilm überzogene gekrümmte mittlere Körperabschnitt außerhalb des Wassers. Die Fortbewegung erfolgt mit der Biegung voran durch abwechselndes Zusammenschieben der Segmente des Vorder- und Hinterkörpers. Eine Überwinterung erfolgt als Larve. Die Puppe liegt oft in Seitenlage.

## Europäische Arten (Auswahl)
- Gattung Dixa
  - Dixa dilata
  - Dixa maculata
  - Dixa nebulosa
  - Dixa puberula
  - Dixa submaculata
- Gattung Dixella
  - Dixella aestivallis
  - Dixella amphibia
  - Dixella borealis
  - Dixella dyari
  - Dixella filicornis
  - Dixella hyperborea
  - Dixella nigra
  - Dixella obscura

## Fossile Belege
Fossile Belege von Tastermücken sind rar. Aus eozänem Baltischen Bernstein sind Arten der Gattungen Dixa und Paradixa beschrieben. Darüber hinaus ist die Familie im etwas jüngeren Dominikanischen Bernstein nachgewiesen. Der bislang älteste fossile Beleg dieser Familie geht auf einen Fund in der Unterkreide Australiens zurück.